# تیم ملی فوتبال زیر ۱۷ سال چین
تیم ملی فوتبال زیر ۱۷ سال چین (انگلیسی: China national under-17 football team) نمایندهٔ کشور چین در جام جهانی فوتبال زیر ۱۷ سال و مسابقات فوتبال زیر ۱۶ سال آسیا است. ادارهٔ این تیم بر عهدهٔ فدراسیون فوتبال چین است.